# Тазабекова, Карина Керимовна
Карина Керимовна Тазабекова (род. 16 октября 1989, д. Порошкино, Ленинградская область, Россия) — российский боксёр. Выступает за сборную России по боксу, мастер спорта России международного класса (2018), серебряный призёр чемпионата Европы (2019), бронзовый призёр Боливарианских АЛБА игр (2023), четырёхкратная чемпионка России (2019, 2020, 2023, 2024), серебряный призёр чемпионата России (2021), чемпионка Всероссийской Спартакиады (2022), многократный победитель и призёр международных и национального первенств в любителях.

## Биография
Карина Тазабекова родилась 16 октября 1989 года в деревне Порошкино Всеволожского района Ленинградской области.

## Любительская карьера
Начала заниматься боксом на втором курсе Санкт-Петербургского Политехнического университета имени Петра Великого в 20 лет. 
С 2011 года стала активно принимать участие в различных турнирах и соревнованиях по боксу. В настоящее время выступает за питерский «СКА».
В 2016 году на чемпионате России заняла третье место и завоевала бронзовую медаль. В дальнейшем, Карина еще дважды занимала третью ступень пьедестала первенства России.
В 2017 году она завоевала золото женского Кубка России.
На чемпионате Европы 2019 года, который состоялся в Алькобендасе в конце августа, российская спортсменка завершила финальным поединком, уступив румынской спортсменке Лэкрэмьоара Перижок, и в результате завоевала серебряную медаль континентального первенства. 
В апреле 2019 года, Карина Тазабекова, выступающая в весе до 54 килограмм, одержала достойную победу на женском Чемпионате России по боксу в городе Кемерово. 
Включена в состав сборной России на чемпионат мира 2019 года в Улан-Удэ. Приняла участие в соревнованиях спортсменок до 54 кг, на стадии 1/8 финала уступила по раздельному решению судей американке Микайе Крепс и покинула турнир.В ноябре 2020 победила на Чемпионате России в городе Ульяновске в весовой категории 54 кг.

### 2023 год
В марте 2023 года участвовала на чемпионате мира среди женщин в Нью-Дели (Индия), в весовой категории до 54 кг, где она в первом раунде соревнований уверенно по очкам (3:1) победила боксёршу из Мозамбика Бенильду Макаринге, но затем в 1/8 финала по причине травмы не вышла на бой с опытной француженкой Дельфиной Мансини.
А в апреле 2023 года стала бронзовым призёром в весе до 54 кг на V-х Боливарианских АЛБА игр в Каракасе (Венесуэла), где она в полуфинале по очкам (2:3) проиграла венесуэлке Каролине Гомес.
В ноябре 2023 года, в Уфе стала чемпионкой России в весе до 54 кг, в финале по очкам 5:0 победив Саяну Казыгашеву.

### 2025 год
Решением тренерского штаба в марте 2025 года была включена в состав сборной России для участия в чемпионате мира, который состоится в Сербии с 8 по 17 марта. В четвертьфинале весовой категории до 54 кг раздельным решением судей уступила турецкой спортсменке Хатиже Акбаш и завершила участие в турнире.

## Профессиональная карьера
24 сентября 2022 года в Санкт-Петербурге (Россия) начала карьеру профессионального боксёра, единогласным решением судей (счёт: 60-54 — трижды) победив соотечественницу Оксану Мараховскую (0-3-1).

## Статистика профессиональных боёв
В таблице перечислены результаты всех поединков боксёров.
В каждой строке указан результат поединка. Дополнительно номер поединка обозначен цветом, который обозначает итог поединка. Расшифровка обозначений и цветов представлена в нижеследующей таблице.
| Пример | Расшифровка                     |
| ------ | ------------------------------- |
|        | Победа                          |
|        | Ничья                           |
|        | Поражение                       |
|        | Планируемый поединок            |
|        | Поединок признан несостоявшимся |
| КО     | Нокаут                          |
| ТКО    | Технический нокаут              |
| PTS    | Решение судей (по очкам)        |
| UD     | Единогласное решение судей      |
| MD     | Решение большинства судей       |
| SD     | Раздельное решение судей        |
| RTD    | Отказ от продолжения боя        |
| DQ     | Дисквалификация                 |
| NC     | Поединок признан несостоявшимся |

| 2 поединка, 2 победы (0 нокаутом). | 2 поединка, 2 победы (0 нокаутом). | 2 поединка, 2 победы (0 нокаутом). | 2 поединка, 2 победы (0 нокаутом). | 2 поединка, 2 победы (0 нокаутом).                 | 2 поединка, 2 победы (0 нокаутом). | 2 поединка, 2 победы (0 нокаутом).            |
| Бой                                | Рекорд                             | Дата боя                           | Соперник                           | Место проведения боя                               | Раундов, время                     | Дополнительно                                 |
| ---------------------------------- | ---------------------------------- | ---------------------------------- | ---------------------------------- | -------------------------------------------------- | ---------------------------------- | --------------------------------------------- |
| 2                                  | 2-0                                | 4 февраля 2023                     | Махлиё Хабибуллаева (1-0)          | ДС «Надежда», Серпухов, Московская область, Россия | UD 6 (6x2)                         | Счёт: 58-56, 59-55 (дважды).                  |
| 1                                  | 1-0                                | 24 сентября 2022                   | Оксана Мараховская (0-3-1)         | Сибур Арена, Санкт-Петербург, Россия               | UD 6 (6x2)                         | Счёт: 60-54 (трижды). Дебют в профессионалах. |
| Бой                                | Рекорд                             | Дата боя                           | Соперник                           | Место проведения боя                               | Раундов, время                     | Дополнительно                                 |